# 大和リース
大和リース株式会社（だいわリース、DAIWA LEASE CO., LTD.）は、大阪府大阪市中央区に本社を置く、公共施設・商業施設・環境緑化などの請負、リースを行う企業。「BiVi」「フレスポ」「ブランチ」のブランドで、ショッピングセンターの運営・管理も行う。大手住宅総合メーカーである大和ハウス工業株式会社の100%資本による子会社で、大和ハウスグループに属する。2006年7月まで東証1部上場。

## 沿革
- 1959年（昭和34年）6月22日 - 大和工商株式会社（だいわこうしょう）を資本金100万円で設立。鋼材・金属製品等の販売業務開始。
- 1966年（昭和41年）1月 - 仮設建物の賃貸および販売業務開始。
- 1969年（昭和44年）3月 - 大和工商リース株式会社（だいわこうしょうリース）に商号変更。
- 1977年（昭和52年）11月 － 大阪証券取引所市場第2部に株式上場。
- 1980年（昭和55年）9月 - 大阪証券取引所市場第1部に株式上場。
- 1981年（昭和56年）12月 - 東京証券取引所市場第1部に株式上場。
- 2004年（平成16年）4月 - 規格建築事業部、流通建築リース事業部、集合住宅リース事業部、展示場販売事業部、オート&リーシング事業部の5事業部体制となる。
- 2006年（平成18年） - 7月上場廃止、8月に大和ハウス工業の完全子会社となる。
- 2007年（平成19年）4月 - 大和リース株式会社へ社名変更。
- 2008年（平成20年）4月 - 集合住宅リース事業をユニット事業へ呼称変更。
- 2009年（平成21年）5月 -「次世代育成支援対策推進法」に基づき「子育てサポート企業」として認定を受ける。
- 2012年（平成24年）11月 - 大井建興株式会社より駐車場事業を譲受。
- 2013年（平成25年）7月 - 松永ポート株式会社と合併。
- 2014年（平成26年）4月 - 東西2エリア制を廃止し、支店長制となる。
- 2018年（平成30年）3月 - ジャスダック上場のテクニカル電子株式会社の株式90.50%を株式公開買付けにより取得し、子会社とする[1]。

## 事業所
- 本社：〒540-0011 大阪府大阪市中央区農人橋2丁目1番36号
- 大阪本店：〒540-0031 大阪市中央区北浜東4番33号 北浜 NEXU BUILD 11階・12階
- 東京本店：〒102-8112 東京都千代田区飯田橋2丁目18-2
- 本店・支社・支店・営業所：48か所　工場：5か所　デポ：14か所

## 所属団体
- 一般社団法人 プレハブ建築協会
- 一般社団法人 日本建築学会
- 公益社団法人 リース事業協会
- 近畿自動車リース協会
- 一般社団法人 日本ショッピングセンター協会
- ペガサスクラブ
- 一般社団法人 日本自走式駐車場工業会
- 一般社団法人 日本パーキングビジネス協会
- 一般社団法人 CSV開発機構
- 公益社団法人 日本ファシリティマネジメント協会
- 特定非営利活動法人　日本PFI・PPP協会
- 一般社団法人　アニメツーリズム協会
- 一般社団法人　地域ブランディング協会
- 一般社団法人　ONSEN・ガストロノミーツーリズム推進機構

## 主な建築物

### 公共施設
- 藤井寺市立藤井寺中学校施設整備事業
- 野洲町立野洲小学校(現野洲市立野洲小学校)および野洲幼稚園整備
- 市川市クリーンセンター余熱利用施設整備・運営事業
- 上山市学校給食センター建設・維持管理等事業
- 東郷町新設小学校施設整備事業
- 富山市3小学校統合校設計・建設・維持管理事業
- 広島土木建築事務所庁舎整備事業
- 大野町健康増進施設整備事業
- 札幌市民ホール 
その他公共建築物、大型案件多数

### 商業施設
店舗一覧は各項目の記事を参照。
- BiVi
- フレスポ
- ブランチ

## 外部認証
複合商業施設「BRANCH神戸学園都市」は、第三者認証としてJHEP認証を受けている。

## 不祥事
2011年1月に、過去11年に亘っての粉飾決算が行われていたことが明らかになった。これを受け同社は、幹部社員の減給や役職の降格などを実施。